# Jörg Dierken
Jörg Dierken (* 1959) ist ein deutscher evangelischer Theologe und emeritierter Professor für Systematische Theologie mit Schwerpunkt Ethik an der Theologischen Fakultät der Martin-Luther-Universität Halle-Wittenberg.

## Biografie
Dierken studierte Theologie und Philosophie an den Universitäten Göttingen, Heidelberg und Frankfurt am Main. 1987 wurde er an der Universität Heidelberg mit einer Arbeit über Hegels Religionsphilosophie (siehe auch: Religionsphilosophie) promoviert. Danach absolvierte er ein Vikariat in der Evangelisch-Lutherischen Kirche in Oldenburg. Mit einem Stipendium der Fritz Thyssen Stiftung konnte sich Dierken 1994 habilitieren. Anschließend wurde er Privatdozent für Systematische Theologie an der Universität Frankfurt am Main.
Von 1995 bis 2010 war Dierken Professor für Systematische Theologie mit den Schwerpunkten Ethik und Religionsphilosophie an der Universität Hamburg und zugleich von 2005 bis 2008 Gründungsdekan der Fakultät für Geisteswissenschaften.
2010–2025 lehrte Dierken als Professor für Systematische Theologie/Ethik an der Theologischen Fakultät der Martin-Luther-Universität Halle-Wittenberg. Von 2010 bis 2014 war er Sprecher des sachsen-anhaltischen Landesforschungsschwerpunktes Aufklärung – Religion – Wissen. Transformationen des Religiösen und des Rationalen in der Moderne und von 2014 bis 2016 Dekan der Theologischen Fakultät.
Dierken ist Mitherausgeber der Kritischen Gesamtausgabe der Werke von Friedrich Schleiermacher, die im Verlag De Gruyter erscheint. Zugleich ist er Mitherausgeber des Schleiermacher-Archivs, das die Gesamtausgabe begleitet.
Ab dem 1. Mai 2022 übernahm er als Nachfolger Ernst-Joachim Waschkes den Posten des Vorstandsvorsitzenden der Stiftung Leucorea in Lutherstadt Wittenberg.

## Forschungsschwerpunkte
Zu den Forschungsschwerpunkten von Jörg Dierken zählen die Grundlagen theologischer Ethik und aktuelle materialethische Probleme, insbesondere in der Medizin und Biopolitik sowie in Recht und Ökonomie. Außerdem widmet er sich der religionsphilosophischen Gegenwartsbedeutung der Aufklärung und dem Deutschen Idealismus, den Fragen von Subjektivität und Intersubjektivität sowie dem Zusammenhang von Protestantismus und moderne Kultur.

## Mitgliedschaften
- Schleiermacher-Gesellschaft (Jörg Dierken ist Vorsitzender seit März 2012)
- Ernst-Troeltsch-Gesellschaft
- Deutsche Gesellschaft für Religionsphilosophie
- Wissenschaftliche Gesellschaft für Theologie

## Veröffentlichungen

### Monografien
- Gott und Religion. Zum Verhältnis von Theologie und religiösem Bewußtsein in der Religionsphilosophie Hegels. Dissertation. Heidelberg 1987.
- Kirche: Heilige communio oder Institut Christi? Aspekte der Ekklesiologie A.F.C. Vilmars und A. Ritschls. Heidelberg 1989.
- Amtshandlungen in der Volkskirche. Zum theologischen Umgang mit Kasualfrömmigkeit. Theologischer Verlag, Zürich 1991, ISBN 3-290-10815-5.
- Glaube und Lehre im modernen Protestantismus. Studien zum Verhältnis von religiösem Vollzug und theologischer Bestimmtheit bei Barth und Bultmann sowie Hegel und Schleiermacher. Mohr (Paul Siebeck), Tübingen 1996, ISBN 3-16-146476-1.
- Selbstbewußtsein individueller Freiheit. Religionstheoretische Erkundungen in protestantischer Perspektive. Mohr Siebeck, Tübingen 2005, ISBN 978-3-16-148810-8.
- Fortschritte in der Geschichte der Religion? Aneignung einer Denkfigur der Aufklärung. Evangelische Verlagsanstalt, Leipzig 2012, ISBN 978-3-374-02987-7.
- Ganzheit und Kontrafaktizität. Religion in der Sphäre des Sozialen. Mohr Siebeck, Tübingen 2014, ISBN 978-3-16153329-7.
- Gott und Geld. Ähnlichkeit im Widerstreit. Mohr Siebeck, Tübingen 2017, ISBN 978-3-16-155452-0.

### Herausgeberschaften
- Zusammen mit Stephan Albrecht, Harald Freese, Corinna Hößle: Stammzellforschung – Debatte zwischen Ethik, Politik und Geschäft. University Press, Hamburg 2003, ISBN 3-9808223-5-4.[5]
- Zusammen mit Dietrich Korsch: Subjektivität im Kontext. Erkundungen im Gespräch mit Dieter Henrich. Mohr Siebeck, Tübingen 2004, ISBN 978-3-16-148207-6.
- Zusammen mit Christian Danz, Michael Murrmann-Kahl: Religion zwischen Rechtfertigung und Kritik. Perspektiven philosophischer Theologie. Peter Lang, Frankfurt am Main 2005, ISBN 978-3-631-53882-1.
- Freiheit und Menschenwürde. Studien zum Beitrag des Protestantismus. Mohr Siebeck, Tübingen 2006, ISBN 978-3-16148769-9.
- Zusammen mit Arnulf von Scheliha: Freiheit und Menschenwürde. Studien zum Beitrag des Protestantismus. Mohr Siebeck, Tübingen 2006, ISBN 978-3-16-148769-9.
- Zusammen mit Andreas Stuhlmann: Geisteswissenschaften in der Offensive. Hamburger Standortbestimmungen.  Europäische Verlagsanstalt, Hamburg 2009, ISBN 978-3-434-50621-8.
- Zusammen mit Christian Polke: Falk Wagner. Christentum in der Moderne. Ausgewählte Aufsätze. Mohr Siebeck, Tübingen 2014, ISBN 978-3-16-151953-6.
- Zusammen mit Malte Dominik Krüger: Leibbezogene Seele? Interdisziplinäre Erkundungen eines kaum noch fassbaren Begriffs. Mohr Siebeck, Tübingen 2015, ISBN 978-3-16-153573-4.
- Zusammen mit Dirk Evers: Religion und Politik. Historische und aktuelle Konstellationen eine spannungsvollen Geflechts. Peter Lang, Frankfurt am Main 2016, ISBN 978-3-631-70114-0.
- Zusammen mit Andreas Arndt: Friedrich Schleiermachers Hermeneutik. Interpretationen und Perspektiven. De Gruyter, Berlin 2016, ISBN 978-3-11-045491-8.
- Zusammen mit Arnulf von Scheliha: Der Mensch und seine Seele. Bildung – Frömmigkeit – Ästhetik. Akten des Internationalen Kongresses der Schleiermacher-Gesellschaft in Münster, September 2015. De Gruyter, Berlin 2017, ISBN 978-3-11-046831-1.